# 1929 no Brasil

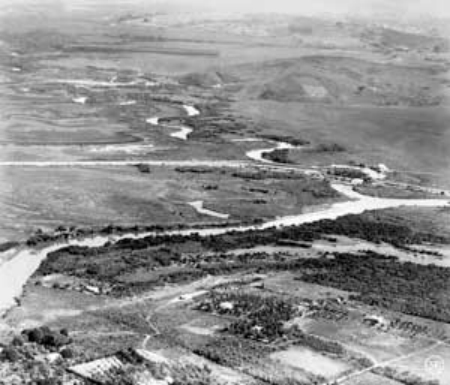
Rio Pinheiros (1929)

Esta é uma cronologia dos fatos acontecimentos de ano 1929 no Brasil.

## Incumbentes
- Presidente do Brasil - Washington Luís (15 de novembro de 1926 - 24 de outubro de 1930)

## Eventos
- 1 de janeiro: Alzira Soriano é empossada prefeita de Lajes (Rio Grande do Norte) e se torna a primeira mulher da América Latina a assumir o governo de uma cidade.[1]
- 4 de abril: Fundação da cidade de Marília.

## Nascimentos
- 13 de janeiro: Aureliano Chaves, político (m. 2003).
- 16 de janeiro: Vilma Caccuri, artista plástica.
- 8 de março: Hebe Camargo, apresentadora, atriz, radialista, cantora e humorista (m. 2012).
- 10 de março: Lolita Rodrigues, atriz, apresentadora,  locutora e cantora (m. 2023).
- 17 de abril: Odete Lara, atriz (m. 2015).
- 4 de maio: Ronald Golias, comediante e ator (m. 2005).
- 16 de outubro: Fernanda Montenegro, atriz e escritora.

## Mortes
- 29 de abril: Manuel Bernardino da Costa Rodrigues, médico e político (n. 1853).
- 26 de dezembro: Pedro Weingärtner, pintor, desenhista e gravurista (n. 1853).